# Comuna Novi Velidnîkî, Ovruci
Novi Velidnîkî (în ucraineană Нововелідницька сільська рада) este o comună în raionul Ovruci, regiunea Jîtomîr, Ucraina, formată din satele Ceaban, Illimka, Krasîlivka, Novi Velidnîkî (reședința), Prîbîtkî, Sorokopen și Stari Velidnîkî.

## Demografie
Componența lingvistică a comunei Novi Velidnîkî
     Ucraineană (99,02%)
     Alte limbi (0,98%)
Conform recensământului din 2001, majoritatea populației comunei Novi Velidnîkî era vorbitoare de ucraineană (99,02%), existând în minoritate și vorbitori de alte limbi.